# Antica diocesi di Bangor

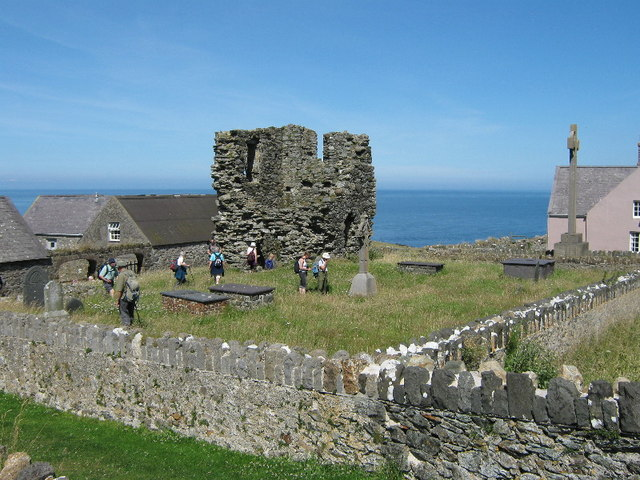
Resti dell'abbazia benedettina dell'isola di Bardsey.

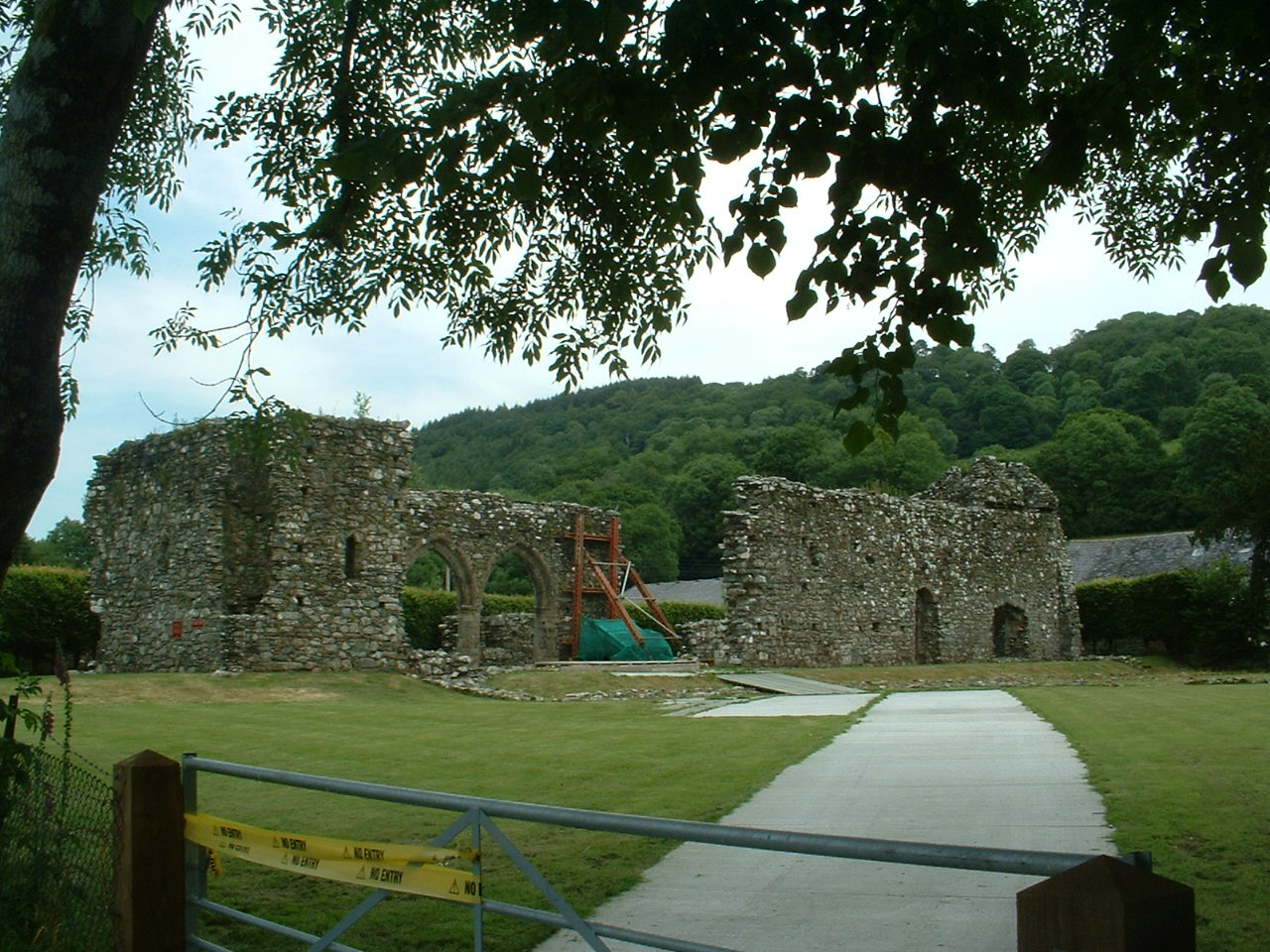
Resti dell'abbazia cistercense di Cynmer, fondata nel 1158.

La diocesi di Bangor (in latino: Dioecesis Bangorensis) è una sede soppressa della Chiesa cattolica.

## Territorio
La diocesi si estendeva sulla parte nord-occidentale del Galles, nell'antico regno di Gwynedd.
Sede vescovile era la città di Bangor, dove si trova la cattedrale di San Deiniol.
Nel 1291 la diocesi era divisa in tre arcidiaconati, Bangor, Anglesey e Merioneth, con due decanati separati dal resto della diocesi, Dyffryn Clwyd e Arwystli, nella diocesi di Saint Asaph.

## Storia
La diocesi fu eretta nel VI secolo nel regno di Gwynedd dal re Maelgwn Gwynedd. In origine Bangor era un monastero, fondato nella prima metà del VI secolo da san Deiniol, ritenuto dalla tradizione il primo vescovo della diocesi.
Incerta è la cronotassi dei vescovi successivi e poco si conosce della diocesi, almeno fino all'XI secolo, quando l'Inghilterra fu conquistata dai Normanni. Primo vescovo normanno è stato Hervey il Bretone, nominato nel 1092.
Il vescovo Elbodug o Elfodd introdusse per primo nella diocesi il ciclo romano della Pasqua.
Si ritiene che l'attuale cattedrale, edificata a partire dal XII secolo, fu costruita sui resti dell'antico monastero di san Deiniol, di cui tuttavia non resta oggi nessuna traccia.
L'ultimo vescovo in comunione con la Santa Sede, William Glyn, morì il 21 maggio 1558.
I principali conventi della diocesi, soppressi nel XVI secolo, erano quelli dei benedettini di Bardsey e di Penmon, dei cistercensi di Clynnog, di Aberconway e di Cynmer, e dei domenicani (i Black Friars) di Bangor.

## Cronotassi dei vescovi
- San Deiniol † (circa 516 - circa 10 dicembre 544 deceduto)
- Elfodd (Elbodug o Ellodou) † (menzionato nel 768 o 770)
- Mordaf † (menzionato nel 930 circa)
- Morleis o Morcleis † (? - 945 deceduto)
- Duvan †
- Revedun †
- Madog Min † (menzionato nel 1060 circa)
- Hervey il Bretone † (1092 - 27 giugno 1109 nominato vescovo di Ely)
  - Sede vacante (1109-1120)
- David the Scot † (4 aprile 1120 consacrato - 1139 deceduto)
- Meurig (Maurice) † (1139/1140 - 12 agosto 1161 deceduto)
- William †
- Gwion (Guy Rufus) † (22 maggio 1177 consacrato - 1190 deceduto)
  - Sede vacante (1190-1195)
- Alan † (16 aprile 1195 consacrato - 19 maggio 1196 deceduto)
- Robert of Shrewsbury † (16 marzo 1197 consacrato - 1213 deceduto)
- Beato Caducano / Cadwgan (Martin) of Llandyfai † (21 giugno 1215 - prima del 1º marzo 1236 dimesso)
  - Hywel ap Ednyfed † (1236) (vescovo eletto)
- Richard † (1237 - prima dell'8 novembre 1267 deceduto)
- Enion † (dicembre 1267 - circa 26 maggio 1305 deceduto)
- Gruffydd ap Iorwerth † (26 marzo 1307 consacrato - 27 maggio 1309 deceduto)
- Einion Sais † (9 novembre 1309 consacrato - 26 gennaio 1328 deceduto)
- Matthew de Englefeld † (12 giugno 1328 consacrato - 25 aprile 1357 deceduto)
- Thomas de Ringstead, O.P. † (21 agosto 1357 - 8 gennaio 1366 deceduto)
- Gervase de Castro, O.P. † (11 dicembre 1366 - 24 settembre 1370 deceduto)
- Hywel ab Goronwy † (21 aprile 1371 - febbraio 1372 deceduto)
- John Gilbert, O.P. † (17 marzo 1372 - 12 settembre 1375 nominato vescovo di Hereford)
- John Swaffham, O.Carm. † (2 luglio 1376 - 24 giugno 1398 deceduto)
- Richard Young † (28 novembre 1399 - 11 novembre 1404 nominato vescovo di Rochester)
- Sede vacante (1404-1408)
- Benedict Nichols † (18 aprile 1408 - 15 dicembre 1417 nominato vescovo di Saint David's)
- William Barrow † (14 febbraio 1418 - 19 aprile 1423 nominato vescovo di Carlisle)
- John Clederowe † (19 aprile 1423 - 12 dicembre 1435 deceduto)
- Thomas Cheriton, O.P. † (5 marzo 1436 - 23 dicembre 1447 deceduto)
- John Stanberry, O.Carm. † (4 marzo 1448 - 7 febbraio 1453 nominato vescovo di Hereford)
- James Blakedon, O.P. † (7 febbraio 1453 - 24 ottobre 1464 deceduto)
- Richard Edenham, O.F.M. † (14 gennaio 1465 - 1494 deceduto)
- Henry Deane † (4 luglio 1494 - 8 gennaio 1500 nominato vescovo di Salisbury)
- Thomas Pigot † (14 maggio 1500 - 15 agosto 1504 deceduto)
- John Penny † (30 agosto 1505 - 22 settembre 1508 nominato vescovo di Carlisle)
- Thomas Skevington † (23 febbraio 1509 - giugno 1533 deceduto)
- John Salcott, O.Carm. † (19 aprile 1534 - 14 agosto 1539 dimesso)[1]
- William Glyn † (21 giugno 1555 - 21 maggio 1558 deceduto)